# 23232 Buschur
23232 Buschur è un asteroide della fascia principale. Scoperto nel 2000, presenta un'orbita caratterizzata da un semiasse maggiore pari a 2,4512090 UA e da un'eccentricità di 0,1861692, inclinata di 3,66106° rispetto all'eclittica.